# Damasène
Dans la mythologie grecque, Damasène (en grec ancien Δαμασην / Damasên) est un Géant. D'après Nonnos de Panopolis, il est le fils de Gaïa (la Terre) et Éris fut sa nourrice. 
Nonnos raconte dans ses Dionysiaques comment il tua un dragon qui ravageait la Morée.

## Sources
1. ↑  « Morie rencontre Damasène, un de ces fils que jadis la Terre enfanta seule, et qui a reçu de sa mère la barbe épaisse et ronde de son menton. Né à peine, Éris fut sa nourrice, le glaive fut pour lui la mamelle, le carnage ses langes, la cuirasse son maillot. » Nonnos de Panopolis, Dionysiaques [détail des éditions] [lire en ligne] chant 25, 485 trad. du comte de Marcellus, 1856.
2. ↑  « Il saisit un arbre qu'il arrache du sein de la terre, tout enraciné ; et il se courbe pour faire face à l'homicide dragon [...] puis il soulève la longue tige dont il a fait son arme, et il dirige tout droit le chêne son javelot. Il enfonce l'arbre tel qu'il l'a extirpé, dans le corps du reptile, là où, vers les rondeurs de la gorge, l'épine du dos se rattache à la pointe du cou. Le chêne prend racine une seconde fois, et cloue au sol le dragon immobile et inanimé. » Dionysiaques chant 25, 499, trad. du comte de Marcellus, 1856.